# Municipio de Penn (condado de Highland)
El municipio de Penn (en inglés: Penn Township) es un municipio ubicado en el condado de Highland en el estado estadounidense de Ohio. En el año 2010 tenía una población de 1409 habitantes y una densidad poblacional de 16,95 personas por km².

## Geografía
El municipio de Penn se encuentra ubicado en las coordenadas 39°17′28″N 83°35′49″O / 39.29111, -83.59694. Según la Oficina del Censo de los Estados Unidos, el municipio tiene una superficie total de 83.12 km², de la cual 83,12 km² corresponden a tierra firme y (0 %) 0 km² es agua.

## Demografía
Según el censo de 2010, había 1409 personas residiendo en el municipio de Penn. La densidad de población era de 16,95 hab./km². De los 1409 habitantes, el municipio de Penn estaba compuesto por el 98,51 % blancos, el 0,57 % eran afroamericanos, el 0,07 % eran asiáticos y el 0,85 % eran de una mezcla de razas. Del total de la población el 0,5 % eran hispanos o latinos de cualquier raza.